# František Ludvík ze Žerotína
Hrabě František Ludvík ze Žerotína (německy Franz Ludwig von Zierotin, † 27. srpna 1731) byl šlechtic z významného moravského rodu Žerotínů. Byl majitelem slezského stavovského panství Falkenberk (dnes Niemodlin v Polsku) a panství Tułowice, Valašské Meziříčí, Krásno a Rožnov pod Radhoštěm. Zastával úřad císařského rady.

## Život
Jeho rodiči byli Siegfried Erdmann ze Žerotína a jeho manželka Anna Terezie ze Stillfriedu. Měl bratra Karla Jindřicha.
Byl ženatý s Marií Luisou Karolínou z velkolosinské větve Žerotínů, s níž měl tři syny: Josefa, Františka a Michala.
Vlády nad bývalým Falkenberským knížectvím se ujal roku 1714. Sídlil na barokním zámku ve Valašském Meziříčí a příležitostně pobýval ve Slezsku. To mu však nebránilo vykonávat hejtmanský úřad v Opolském knížectví a taktéž zastával úřady v Břežském knížectví.
Roku 1722 založil klášter Trinitářů v Zašové, kde je i pohřben v poutním kostele Panny Marie Zašovské, který založil jeho bratr Karel Jindřich.